# 5,10-Metilentetrahidrofolato
El 5,10-Metilentetrahidrofolato (5,10-CH2-THF) es el sustrato utilizado por la enzima metilentetrahidrofolato reductasa (MTHFR) para producir 5-metiltetrahidrofolato (5-MTHF, o ácido levomefólico).
El 5,10-CH2-THF también puede ser utilizado como coenzima en la biosíntesis de timidina. Más específicamente es el dador de C1 en la reacción catalizada por las enzimas timidilato sintasa y timidilato sintasa (FAD). También funciona como cofactor en la síntesis de serina a partir de glicina por medio de la enzima serina hidroximetil transferasa.

Metabolismo de la MTHFR: ciclo del folato, ciclo de la metionina, transulfuración e hiperhomocisteinemia. 5-MTHF: 5-metiltetrahidrofolato; 5,10-metiltetrahidrofolato; BAX: Bcl-2-associated X protein; BHMT: betaína-homocisteína S-metiltransferasa; CBS: cistationina beta sintasa; CGL: cistationina gama-liasa; DHF: dihidrofolato (vitamina B9); DMG: dimetilglicina; dTMP: timidina monofosfato; dUMP: deoxyuridina monofosfato; FAD^{+} Flavín adenín dinucleótido; FTHF: 10-formiltetraidrofolato; MS: metionina sintasa; MTHFR: metilentetrahidrofolato reductasa; SAH: S-adenosil-L-homocisteína; SAME: S-adenosil-L-metionina; THF: tetrahidrofolato.